# Trichodischia soror
Trichodischia soror là một loài ruồi trong họ Tachinidae.